# The Phantom (film 1996)
The Phantom è un film del 1996 diretto da Simon Wincer.
Prodotto dalla Paramount Pictures, è basato sul personaggio dei fumetti l'Uomo mascherato creato da Lee Falk nel 1936. 
Viene distribuito in Italia direttamente per l'home video, sotto il nome di The Phantom - Il ritorno dell'uomo mascherato.

## Trama
Secondo antiche leggende, in una remota isola della nazione del Bengalla sono conservati i teschi dei Touganda, dotati di poteri occulti: sono in grado di sprigionare una tale energia da provocare immani catastrofi per tutta l'umanità.
Toccherà a Phantom impedire che i teschi cadano nelle mani del malvagio Xander e salvare il mondo.

## Produzione e accoglienza
Il film è uscito il 7 giugno 1996: a suo discapito non ha avuto grande successo di pubblico negli Stati Uniti d'America e non è stato nemmeno distribuito nei circuiti cinematografici italiani.
Tra gli attori figuranti nel cast si annoverano Catherine Zeta-Jones e James Remar.